# Frankie Boyle
Francis Martin Patrick (Frankie) Boyle (Glasgow, 16 augustus 1972) is een Schotse stand-upcomedian, en heeft meegedaan in televisieprogramma's als Mock the Week, 8 out of 10 Cats en Would I Lie To You?. Daarnaast heeft hij geschreven voor Jimmy Carrs spelprogramma Distraction.
Boyle staat bekend om zijn donkere gevoel voor humor, waarbij hij speelt met een negatieve kijk op de maatschappij, beroemdheden en politici. Zo zei hij in Mock the Week over toenmalig vicepremier John Prescott dat als die tegelijkertijd een riem en een stropdas zou dragen, hij zou veranderen in een streng worstjes.

## Biografie
Na de middelbare school ging Boyle voor een jaar naar de Aston University in Birmingham, waarna hij aan de Universiteit van Sussex een bacheleropleiding Engels volgde.
Boyle woont met zijn vriendin in Glasgow, maar heeft ook een huis in Londen in verband met de kortere reistijd. Hij heeft twee kinderen, een dochter en een zoon.

## Carrière
Boyle begon zijn stand-up-carrière in 1995 toen hij verscheen in The Stand Up Show, en verscheen tot 2002 op vele festivals in het Verenigd Koninkrijk. In 1996 won hij de Daily Telegraph Open Mic Award.
In 2002 verscheen hij in The Live Floor Show, met materiaal dat hij later gebruikte voor Jimmy Carrs televisieprogramma Distraction, dat vanaf 2003 werd uitgezonden.
Vanaf 2005 verschijnt Boyle regelmatig als panellid in spelprogramma's, zoals Mock the Week, gepresenteerd door Dara Ó Briain, waarin hij wekelijks het nieuws bespreekt en Jimmy Carrs 8 Out of 10 Cats.
Daarnaast doet hij nog stand-up-optredens, zoals met zijn programma The Voice of Black America op de Edinburgh Festival Fringe van 2006, en op 4 oktober 2007 in het derde seizoen van Live at the Apollo, dat werd uitgezonden op de BBC